# MUSIC AWARDS JAPAN
 (mai 2025).
La mise en forme du texte ne suit pas les recommandations de Wikipédia : il faut le « wikifier ».
Les points d'amélioration suivants sont les cas les plus fréquents :
- Les titres sont pré-formatés par le logiciel. Ils ne sont ni en capitales, ni en gras.
- Le texte ne doit pas être écrit en capitales (les noms de famille non plus), ni en gras, ni en italique, ni en « petit »…
- Le gras n'est utilisé que pour surligner le titre de l'article dans l'introduction, une seule fois.
- L'italique est rarement utilisé : mots en langue étrangère, titres d'œuvres, noms de bateaux, etc.
- Les citations ne sont pas en italique mais en corps de texte normal. Elles sont entourées par des guillemets français : « et ».
- Les listes à puces sont à éviter, des paragraphes rédigés étant largement préférés. Les tableaux sont à réserver à la présentation de données structurées (résultats, etc.).
- Les appels de note de bas de page (petits chiffres en exposant, introduits par l'outil «  Source ») sont à placer entre la fin de phrase et le point final[comme ça].
- Les liens internes (vers d'autres articles de Wikipédia) sont à choisir avec parcimonie. Créez des liens vers des articles approfondissant le sujet. Les termes génériques sans rapport avec le sujet sont à éviter, ainsi que les répétitions de liens vers un même terme.
- Les liens externes sont à placer uniquement dans une section « Liens externes », à la fin de l'article. Ces liens sont à choisir avec parcimonie suivant les règles définies. Si un lien sert de source à l'article, son insertion dans le texte est à faire par les notes de bas de page.
- La présentation des références doit suivre les conventions bibliographiques. Il est recommandé d'utiliser les modèles {{Ouvrage}}, {{Chapitre}}, {{Article}}, {{Lien web}} et/ou {{Bibliographie}}. Le mode d'édition visuel peut mettre en forme automatiquement les références.
- Insérer une infobox (cadre d'informations à droite) n'est pas obligatoire pour parachever la mise en page.

Pour une aide détaillée, merci de consulter Aide:Wikification.
Si vous pensez que ces points ont été résolus, vous pouvez retirer ce bandeau et améliorer la mise en forme d'un autre article.
 (mai 2025).
Motif : Ou est la notoriété pérenne d'un évenement qui aura lieu la semaine prochaine ?
- Archive Wikiwix
- Bing
- Cairn
- DuckDuckGo
- E. Universalis
- Gallica
- Google
- G. Books
- G. News
- G. Scholar
- Persée
- Qwant
- (zh) Baidu
- (ru) Yandex
- (wd) trouver des œuvres sur Wikidata

| 1. | Préciser le motif de la pose du bandeau. | Précisez le motif de la pose du bandeau en utilisant la syntaxe suivante : {{admissibilité à vérifier\|date=mai 2025\|motif=remplacez ce texte par le motif}}                           |
| 2. | Informer les utilisateurs concernés.     | Pensez à avertir le créateur de l'article, par exemple, en insérant le code ci-dessous sur sa page de discussion : {{subst:avertissement admissibilité à vérifier\|MUSIC AWARDS JAPAN}} |

 (mai 2025).
Le MUSIC AWARDS JAPAN (MAJ) est une cérémonie annuelle de remise de prix musicaux organisée par l'Association pour la Promotion de l'Industrie Culturelle et du Divertissement (CEIPA). Inaugurée en 2025, cette cérémonie vise à célébrer et promouvoir la musique japonaise sur la scène internationale, tout en favorisant les échanges culturels avec d'autres régions du monde.

## Historique
En octobre 2024, cinq des principales associations de l'industrie musicale japonaise — l'Association japonaise de l'industrie du disque, l'Association japonaise des producteurs de musique, la Fédération japonaise des créateurs de musique, l'Association japonaise des éditeurs de musique et l'Association des promoteurs de concerts — se sont unies pour créer la CEIPA. L'objectif était d'établir une plateforme unifiée pour reconnaître et célébrer les réalisations musicales, tant au niveau national qu'international.

## Édition 2025

### Détails de l'événement
- Dates : 21 et 22 mai 2025
- Lieu : Rohm Theatre Kyoto, Kyoto, Japon
- Diffusion :
  - Télévision : NHK (diffusion en direct le 22 mai)
  - Streaming : YouTube (diffusion mondiale en direct les 21 et 22 mai)
- Animateur : Masaki Suda (22 mai)

### Objectifs
Le MAJ a pour mission de :
- Mettre en lumière la richesse et la diversité de la musique japonaise.
- Favoriser les collaborations internationales et les échanges culturels.
- Soutenir les artistes émergents et établis dans leur rayonnement mondial.

## Catégories de prix
Le MAJ comprend plus de 60 catégories, réparties comme suit :

### Principales catégories
- Meilleure chanson
- Meilleur album
- Meilleur artiste
- Meilleur nouvel artiste
- Top Global Hit from Japan
- Meilleure chanson asiatique

### Catégories supplémentaires
- Par genre : J-POP, hip-hop, R&B, rock, musique traditionnelle, etc.
- Par région : Asie, Europe, Amérique du Nord, Amérique latine.
- Spéciales : Meilleure performance en direct, meilleure vidéo musicale, meilleure chanson virale, etc.
- Collaboratives : Catégories co-créées avec des partenaires tels que Spotify, TikTok, USEN, etc.

## Processus de sélection
Les nominations sont basées sur des données objectives provenant de sources telles que Billboard Japan, Oricon et GfK/NIQ Japan. Une fois les nominations établies, plus de 5 000 professionnels de l'industrie musicale, incluant des artistes, producteurs, ingénieurs du son, directeurs de clips, promoteurs de concerts, éditeurs de musique, critiques et journalistes, votent pour déterminer les lauréats. Certaines catégories permettent également la participation du public via des votes en ligne.

## Performances notables
Lors de la cérémonie du 22 mai 2025, plusieurs artistes de renom offriront des performances mémorables, notamment :
- Hikaru Utada (performance préenregistrée)
- Fujii Kaze
- Yoasobi
- Mrs. Green Apple
- Creepy Nuts
- Chanmina
- Awich
- Ai

## Partenaires et sponsors
Le MAJ bénéficie du soutien de plusieurs partenaires prestigieux :
- Partenaires principaux : Groupe Toyota, Asahi Beer, Kinoshita Group, NTT Docomo.
- Partenaires collaboratifs : Spotify Japan, TikTok, USEN, JASRAC, etc.
- Partenaires médias : TimeTree, IRIS (Tokyo Prime), LIVE BOARD, LINE Yahoo.
- Partenaires de projet : JTB, Space Shower Network, RecoChoku.